# Цецино (гора)

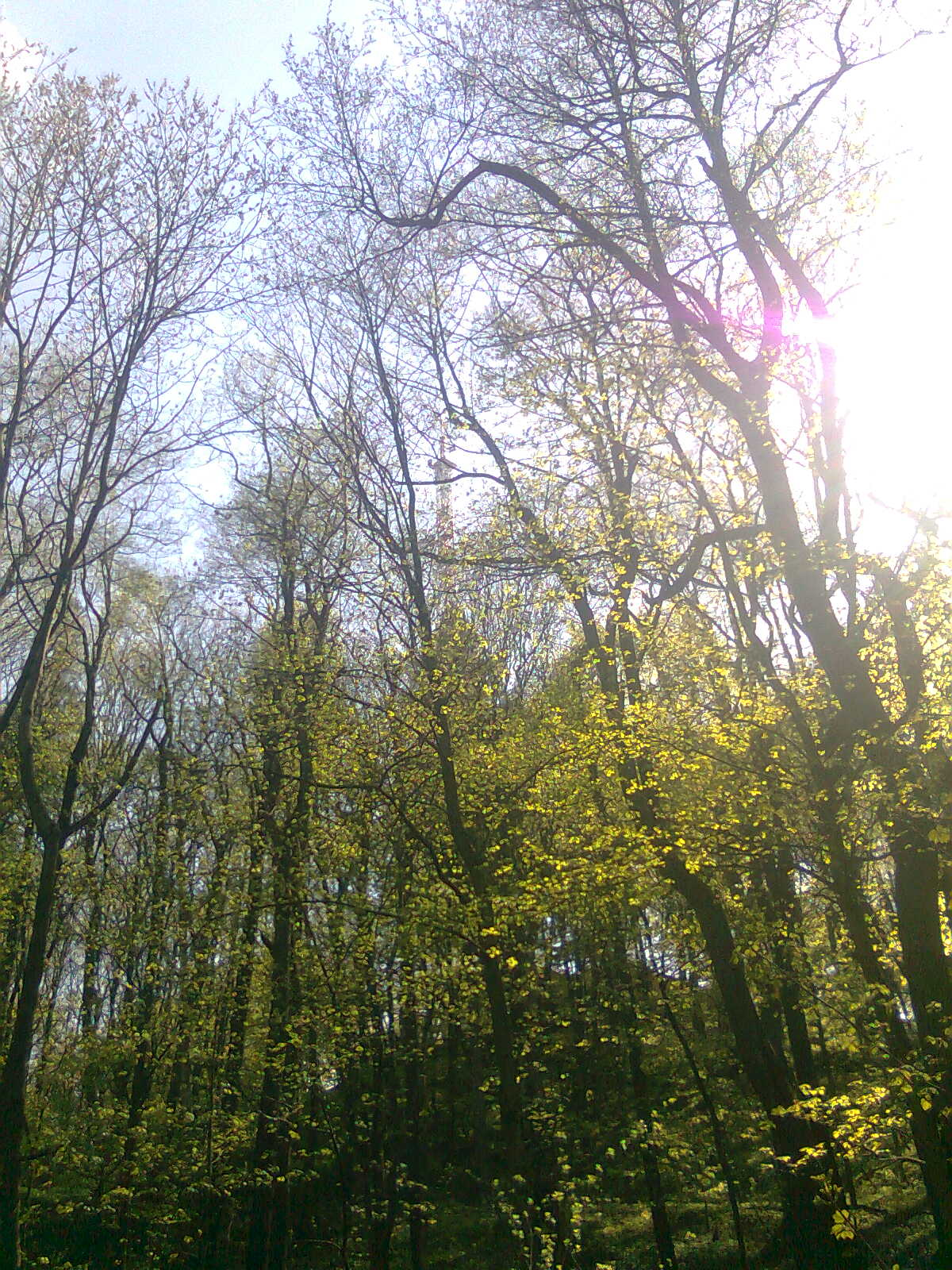

Це́цино — найвища гора Чернівецької височини, розташована на західній околиці Чернівців.

## Етимологія
Назва гори походить від стародавньої Цецинської фортеці, яка була споруджена на цій вершині у XIV ст.
Джерела XIX ст. — поч. XX ст. зафіксовують форму жіночого роду: Цецина. А в сьогоднішньому мовленні чернівчан набирає, не без упливу російськомовного середовища, форма середнього роду: Цецино.

## Характеристика
Висота Цецино — 538 м над рівнем моря, і є найвищою точкою Чернівецької височини. Схили гори пологі, вершина — куполоподібна.
На схилах розташований заказник Цецино, створений у 1974 році, а також спортивно-оздоровчий комплекс..
У 1960-их р.р. на вершині гори споруджено Чернівецьку телевежу.
Гора Цецино дала назву урочищу та місцевості, що є складовою частиною міської околиці Садгори

## Галерея